# Think for a Minute
Think for a Minute é uma canção de 1986, lançada no álbum London 0 Hull 4, pela extinta banda inglesa The Housemartins.